# Лесуса (река)
Лесуса (исп. Río Lezuza) — река в Центральной Испании. Длина реки — 50 км. Уклон реки — 4 м/км.
Истоки находятся на высоте 1030 м недалеко от Эль-Бонильо, Лесуса полностью протекает по территории муниципалитета Лесуса провинции Альбасете. Впадает в Хукар на высоте 830 м, это один из высочайших его притоков. Собственных притоков у реки практически нет, за исключением нескольких ручьёв, что наряду с длинным сухим сезоном является причиной малого расхода воды (около 0,2 м³/с).
На реке расположено несколько водяных мельниц.
Интересно, что всего в нескольких километрах находится исток реки Корколес, относящейся к бассейну Гвадианы, впадающей в Кадисский залив Атлантического океана.